# Катастрофа Як-42 под Охридом
Катастрофа Як-42 под Охридом — крупная авиационная катастрофа, произошедшая в субботнюю ночь 20 ноября 1993 года. Авиалайнер Як-42Д авиакомпании «Avioimpex» завершал международный чартерный рейс M4-110 (AXX-110) (позывной — Impex 110) по маршруту Женева — Скопье, но из-за сложных погодных условий в аэропорту Скопье лайнер ушёл на запасной аэродром в Охридском аэропорту Святой Апостол Павел. Однако, при заходе на посадку лайнер прервал заход на посадку и ушёл на второй круг. Находясь в зоне ожидания, лайнер врезался в гору Трояни и полностью разрушился. Погибли все 116 человек на борту — 108 пассажиров и 8 членов экипажа.
Катастрофа рейса 110 стала крупнейшей авиакатастрофой в Северной Македонии и её авиации в целом, второй по количеству жертв в истории Як-42(первое место занимает катастрофа над Наровлей), единственной в истории авиакомпании «Avioimpex» и крупнейшей в истории авиакомпании «Саравиа», 3-я (по числу жертв) авиакатастрофа в 1993 году (после катастроф над Тегераном и под Медельином).

## Самолёт
Як-42Д с бортовым номером CCCP-42390 (заводской — 4520424016557, серийный — 13-02) выпущен Саратовским авиазаводом 20 апреля 1991 года и передан Министерству гражданской авиации, которое направило самолёт в Саратовский авиаотряд Приволжского управления гражданской авиации. Имел три турбореактивных двигателя модели Д-36. После распада СССР борт СССР-42390 перешёл к новообразованной Саравиа, где получил новый бортовой номер RA-42390 и которая сдала самолёт в лизинг македонской Avioimpex.

## Экипаж
Состав экипажа рейса АХХ-110 был таким:
- Командир воздушного судна — Виктор Егорович Бабкин;
- Проверяющий — Сергей Фурсенко (находился в кресле второго пилота);
- Штурман — Сергей Игоревич Лавринович;
- Бортмеханик — Валерий Кульченко;

В салоне работали четыре бортпроводника—македонца.

## Катастрофа
Самолёт выполнял рейс AXX110 из Женевы в Скопье, на его борту находились 8 членов экипажа и 108 пассажиров.
В аэропорту Скопье шёл сильный снегопад, поэтому его аэропорт был закрыт. Тогда рейс 110 был направлен на запасной аэродром — бывший военный Охрид.
Диспетчер Охридского аэропорта передал, что посадка будет выполняться на ВПП 02. При этом VOR аэропорта не работал. Схема захода на посадку не была выдержана и экипаж начал уходить на второй круг. Ситуация осложнялась тем, что русский экипаж в переговорах с диспетчером общался на международном английском вперемежку с русским, а диспетчер — на македонском, который несколько похож на русский. В результате экипаж неправильно понял указания и повернул не в ту сторону, направившись к горам. Система GPWS сработала за 7 секунд до удара, но экипаж не успел исправить ситуацию.
Примерно в 23:00 летящий в темноте Як-42 на высоте 4900 футов (1493 метра), на 2600 футов (792 метра) выше уровня аэродрома, врезался в гору бывшего села Трояни (Тројани) в 2 километра восточнее аэропорта, практически полностью разрушился и загорелся. Прибывшие к месту падения спасательные службы обнаружили единственного выжившего — пассажира Раде Евремовича (Rade Jevremovic). Однако через 11 дней, 1 декабря, он погиб, не приходя в сознание. Таким образом, в катастрофе погибли все 116 человек.
На 2024 год это крупнейшая авиакатастрофа в Северной Македонии и её авиации в целом, вторая по количеству жертв в истории Як-42(первое место занимает катастрофа над Наровлей), единственной в истории авиакомпании «Avioimpex» и крупнейшей в истории авиакомпании «Саравиа», 3-я (по числу жертв) авиакатастрофа в 1993 году (после катастроф над Тегераном и под Медельином).

## Последствия
Катастрофа рейса 110 показала отсталость системы управления воздушным движением в стране, так как была уже вторым крупным авиапроисшествием за последние 16 месяцев. Многие пилоты македонских авиакомпаний жаловались на изношенное оборудование и низкие стандарты безопасности. После данной катастрофы объявил об отставке министр градостроительства, транспорта и экологии Антони Пешев.